# Casaletto di Sopra
Casaletto di Sopra es una localidad y comune italiana de la provincia de Cremona, región de Lombardía, con 586 habitantes.

## Evolución demográfica
| Gráfica de evolución demográfica de Casaletto di Sopra entre 1861 y 2001 |
|                                                                          |
| Fuente ISTAT - elaboración gráfica de Wikipedia                          |